# 川久保輝夫
 川久保 輝夫（かわくぼ てるお、1923年（大正12年）9月22日 - 1945年（昭和20年）1月12日）は、日本の海軍軍人。海兵72期。大東亜戦争の末期、人間魚雷「回天」で出撃して戦死した。死後二階級特進し、最終階級は海軍少佐。

## 来歴
1923年（大正12年）9月22日に鹿児島県鹿児島市で、川久保二之介・静の五男として生まれる。家族は長男から、輝夫の後に生まれた六男まで全員が男兄弟だった。1943年（昭和18年）9月15日に海軍兵学校（海兵72期）を卒業すると、1944年（昭和19年）8月に海軍潜水学校普通科学生へ対する発令があり、同年9月6日に人間魚雷「回天」を創案した黒木博司大尉・仁科関夫大尉と共に第一特別基地隊大津島基地に着任、「回天」搭乗員として出撃までの時間を訓練にて過ごす。
同年11月頃、川久保は一通の手紙を友人だった森本達郎へ送った。それはまもなく出撃するとの内容が記され、同封された写真の裏に「菊水の 鉢巻固く 太平洋 聖戦（おおみいくさ）に 散るぞうれしき」と書かれており、これが川久保の辞世の句とされている。森本によれば、当時は訓練中に負傷したことで治療中だったが、その間に川久保が生還不可能とされていた「回天」特別攻撃隊員として猛訓練の日々を過ごしていることを知り、自らの呑気さに落胆したという。
同年12月21日、「伊-47潜水艦」に「回天」特別攻撃隊金剛隊員として大津島を出航し、ニューギニアへ向かったが、途中の太平洋上で漂流する筏を発見した。その筏にはアメリカ軍にグアム島を占領され、海上を迂回してアメリカ軍の上陸地点を攻撃しようしたものの、海流に押し流されて漂流していた海軍の軍人8名がいたが、川久保は艦長へ「あの（漂流している）8人を助けて下さい。我々はあと数日で確実に死ぬんです。4人の代わりに8人が代わって生還するのはめでたい。着る物は我々のものをやってください」と頼み、8人の漂流者を収容した。
1945年の元旦を熱帯地方の海中で迎えた「伊-47潜水艦」と金剛隊員は、乗員の文芸作品を募集した。その結果、川久保が作詞した「回天金剛隊の歌」が当選し、艦長賞として用意していたビールを獲得した。
同年1月12日未明、ニューギニア北岸ホーランディア付近で、川久保搭乗の「回天」は発進、アメリカの輸送船「ボンタス・ロス」に命中、散華した。享年21。川久保は二階級特進で海軍少佐となったが、輝夫の三人の兄（次男・尚忠（1938年5月16日戦死）、三男・三郎（1944年7月12日戦死）、四男・志郎（1944年4月30日戦死））も輝夫と同じ海軍兵学校へ進学し、戦死後に二階級特進で海軍少佐となっている。家族に軍人を出した軍国一家は数多く存在するが、兄弟四人が戦死して揃って海軍少佐へ進級したケースは稀である。
輝夫の墓は、鹿児島市内の草牟田墓地の中の「川久保家之墓」に兄弟と並んで末尾に刻まれている。